# Brocchiero
Il brocchiero (detto anche brocchiere, broccoliere, broccoliero, brocchero, boccoliere o scudo da pugno o da mano, in inglese buckler) è un piccolo scudo di forma circolare o quadrata (più rara).
Quasi sempre in metallo, spesso decorato in cuoio o con vernici colorate, il peso varia tra 1 kg e 1,5 kg.
Con il passare dei secoli la semplice foggia circolare regolare ha subito fantasiose, seppur non sostanziali, modifiche del profilo, delle decorazioni e della convessità della penna (si veda ad esempio il Talhoffer).

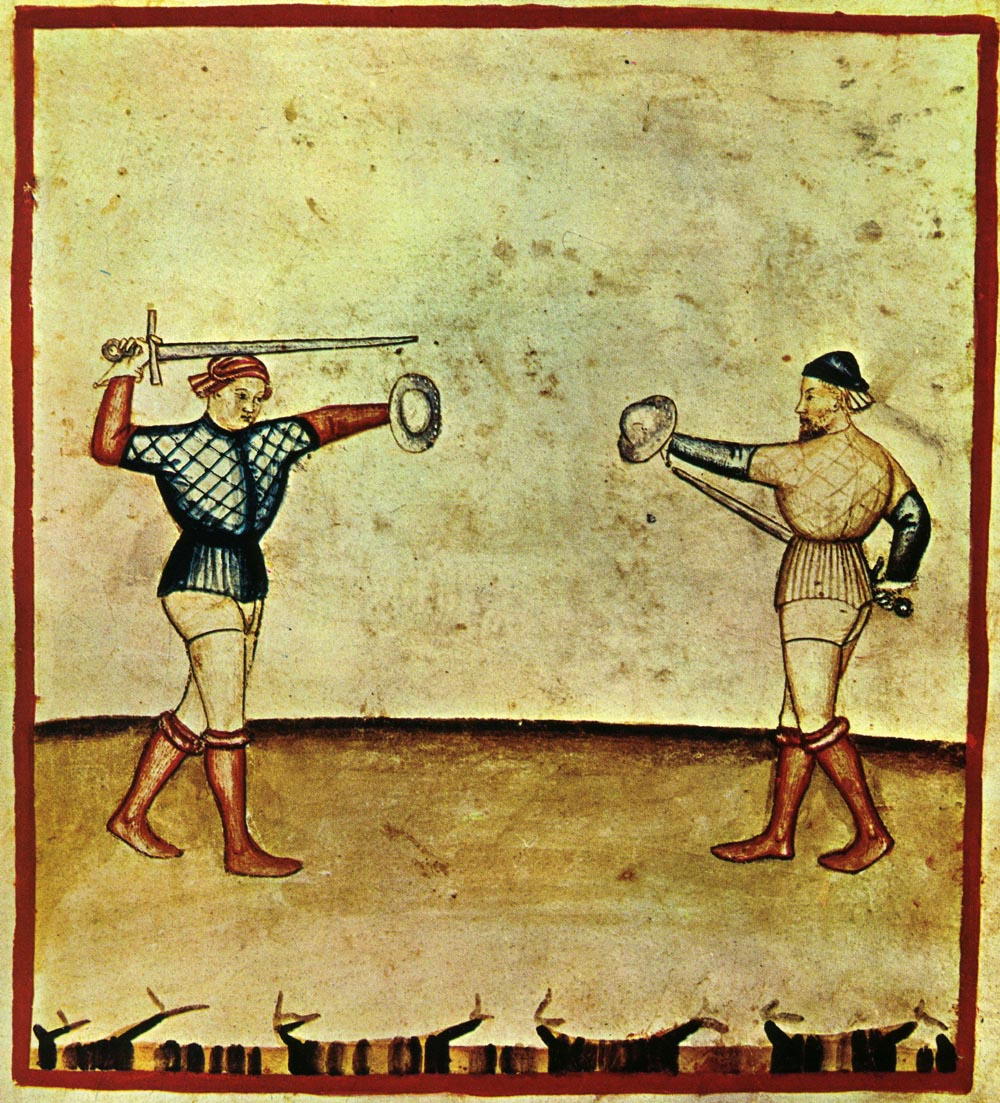
Combattimento con spada e brocchiero, illustrazione dal tacuina sanitatis illustrato in Lombardia, circa 1390

È un'arma difensiva di origini antichissime che si impugna con la mano sinistra. Utilizzato prevalentemente per difesa personale, piuttosto che in guerra, ha accompagnato la spada dal 1200 al 1500.
Inoltre nell’ultimo capitolo del principe, il XXVI, Machiavelli afferma: ”E benché le fanterie svizzera e spagnola siano considerate terribili, tuttavia in entrambe ci sono difetti, per cui un terzo tipo di esercito potrebbe non solamente opporsi ad esse, ma aver la fiducia di batterle. Gli Spagnoli, infatti, non sanno resistere all’assalto della cavalleria e gli Svizzeri debbono temere i fanti, quando ritrovano questi determinati a combattere come loro. Perciò si è visto, e si vedrà, che gli Spagnoli non hanno la forza di sostenere l’urto della cavalleria francese, e gli Svizzeri essere sconfitti dalla fanteria spagnola. E benché quest’ultimo caso non si sia visto del tutto nella realtà, tuttavia se ne è veduto un saggio nella battaglia di Ravenna, quando le fanterie spagnole affrontarono i battaglioni tedeschi che adottano lo stesso schieramento degli Svizzeri: gli Spagnoli, con l’agilità del corpo e l’uso dei loro brocchieri, erano penetrati sotto le picche nemiche e li colpivano stando al sicuro, senza che i Tedeschi vi avessero scampo; e se non fosse arrivata la cavalleria che li assaltò, li avrebbero uccisi tutti”.
Probabilmente, vista l'ampia trattazione nei trattati di Achille Marozzo e Antonio Manciolino, era una delle armi più "di moda" del periodo rinascimentale in Italia. In entrambi i trattati infatti il brocchiero accompagnato dalla spada viene utilizzato per spiegare le basi schermistiche dell'epoca (ovvero le guardie, i colpi, ecc).
È inoltre interessante notare come il brocchiero sia trattato nel London Tower Fechtbuch (Manoscritto I-33), ad oggi il più antico trattato di scherma conosciuto.

## Collegamenti esterni

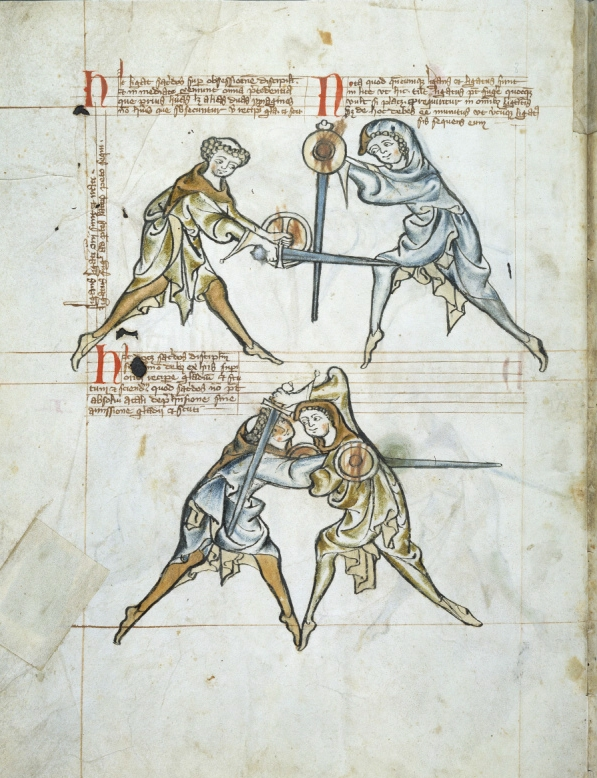
Il manoscritto MS I.33, datato circa al 1290, mostra scherma con spada e brocchiero.